# Get You the Moon
Get You the Moon è un singolo del produttore discografico italiano Kina, pubblicato l'8 ottobre 2018 come secondo estratto dal primo EP Things I Wanted to Tell You.
Il brano vede la partecipazione vocale del cantante statunitense Snøw.

## Video musicale
Il video musicale, reso disponibile il 3 aprile 2019, è stato diretto da JonJon.

## Tracce
Testi e musiche di Pasquale Renella.
Download digitale, streaming
1. Get You the Moon (feat. Snøw) – 2:59

Download digitale, streaming – Remixes EP
1. Get You the Moon (feat. Snøw) (Hippie Sabotage Remix) – 2:57
2. Get You the Moon (feat. Snøw) (Hippie Sabotage Remix) (Extended Edit) – 3:45
3. Get You the Moon (feat. Snøw) (Other Remix) – 2:53
4. Get You the Moon (feat. Snøw) – 2:59

## Formazione
- Snøw – voce
- Kina – produzione, mastering, missaggio, registrazione

## Classifiche

### Classifiche settimanali
| Classifica (2019-20) | Posizione massima |
| -------------------- | ----------------- |
| Australia            | 94                |
| Belgio (Fiandre)     | 70                |
| Canada               | 61                |
| Irlanda              | 71                |
| Italia               | 76                |
| Lettonia             | 76                |
| Lituania             | 63                |
| Portogallo           | 39                |
| Repubblica Ceca      | 69                |

### Classifiche di fine anno
| Classifica (2019) | Posizione |
| ----------------- | --------- |
| Portogallo        | 115       |